# Cinderford
Cinderford é uma paróquia e pequena cidade de Forest of Dean, no condado de Gloucestershire, na Inglaterra. De acordo com o Censo de 2011, tinha 8494 habitantes. Tem uma área de 15,87 km².